# Skórecznica ciemnobrązowa

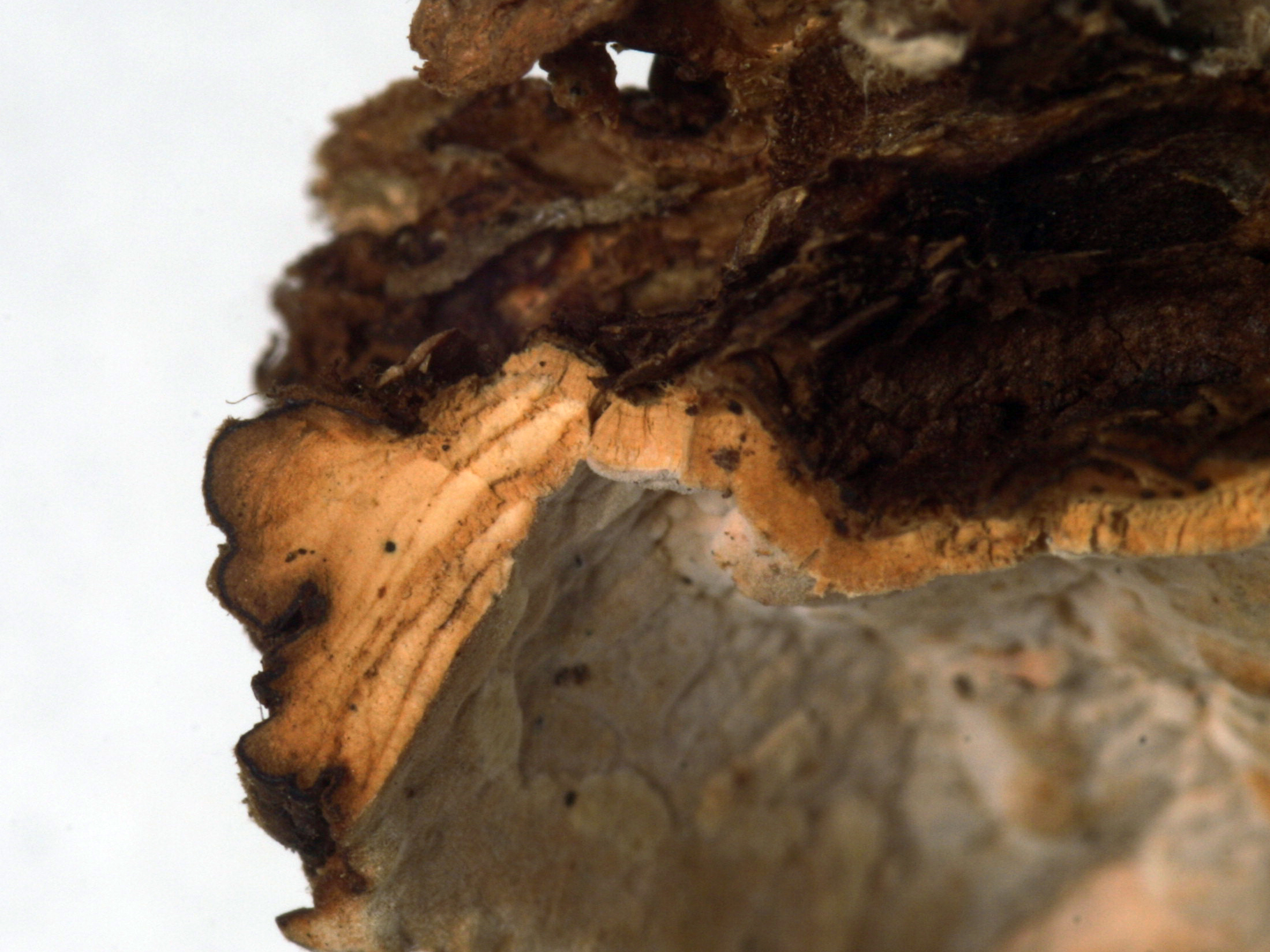

Skórecznica ciemnobrązowa (Laurilia sulcata (Burt) Pouzar) – gatunek grzybów z rodziny jodłownicowatych (Bondarzewiaceae).

## Systematyka i nazewnictwo
Pozycja w klasyfikacji według Index Fungorum: Laurilia, Bondarzewiaceae, Russulales, Incertae sedis, Agaricomycetes, Agaricomycotina, Basidiomycota, Fungi.
Po raz pierwszy takson ten opisał w 1902 r. Edward Angus Burt, nadając mu nazwę Stereum sulcatum. Obecną, uznaną przez Index Fungorum nazwę, nadał mu w 1959 r. Zdeněk Pouzar przenosząc go do utworzonego przez siebie rodzaju Laurilia.
Synonimy:
- Echinodontium sulcatum (Burt) H.L. Gross 1964
- Lloydella sulcata (Burt) Lloyd 1916
- Lopharia cheesmanii (Wakef.) G. Cunn. 1963
- Peniophora cheesmanii Wakef. 1915
- Stereum sulcatum Burt 1902
- Stereum sulcatum f. crassum Parmasto 1963[2].

Polską nazwę zaproponował Władysław Wojewoda w 2003 r.

## Morfologia
Owocniki
Wieloletnie, skórzaste lub zdrewniałe, rozpostarte lub rozpostarto-odgięte, występujące pojedynczo lub w grupach, w których sąsiednie owocniki zlewają się z sobą. Osiągają rozmiary od 2 do 20 cm, formy rozpostarto-odgięte do 30 cm i grubość 0,2–1 cm. Powierzchnia górna w różnych odcieniach brązu, owłosiona. Pod skórką znajduje się ciemniejsza warstwa widoczna w postaci linii na przekroju poprzecznym. Podobna ciemniejsza warstwa znajduje się również przy podłożu. Brzeg w tym samym kolorze, w owocnikach rozpostarto-odgiętych ostry, pofałdowany, o szerokości 1–2 mm, w owocnikach rozpostartych postrzępiony, o szerokości ok. 1 mm, czasami go brak. Kontekst o barwie od jasnoróżowej przez cynamonową do jasnoochrowej, skórzasty lub zdrewniały, o grubości 2–4 mm (wyjątkowo do 1 cm). Hymenofor tej samej barwy co kontekst, gładki, watowaty, z brodawkami, które w miejscach wystających mogą osiągnąć wysokość do 1 cm.Wewnątrz są one ciemniejsze, czasami z czarniawym rdzeniem.
Cechy mikroskopowe
System strzępkowy trimityczny. W kontekście strzępki szkieletowe grubościenne do litych, średnicy 3–5 µm, bladożółte, nieciemniejące w roztworze KOH, z rzadkimi sprzążkami, regularnie rozgałęzione, splątane. Strzępki łącznikowe grubościenne o wąskim świetle lub lite, często rozgałęzione, splątane. Strzępki generatywne cienkościenne, o średnicy 3–4 µm, szkliste, gładkie, z rzadkimi sprzążkami i sporadycznymi wtórnymi prostymi przegrodami, często rozgałęzione. Strzępki hymenium podobne do strzępek kontekstowych, z wyjątkiem koloru brązowego, lekko ciemniejącego w roztworze KOH, luźno ułożone, szkliste. Strzępki ciemniejszego subhymenium w większości szkieletowe, silnie rozgałęzione, w roztworze KOH bordowe. Podstawki maczugowate, 20–35 × 4–6 µm, szkliste, 4-sterygmowe. Zarodniki kuliste do sprawie kulistych, 5–6,5 × 4,5–6 µm, szkliste, silnie amyloidalne, kolczaste.
Gatunki podobne
Podobna jest skórnikówka białobrązowa (Laxitextum bicolor), która też ma kolczaste zarodniki, ale występuje na drewnie drzew liściastych.

## Występowanie i siedlisko
Skórecznica ciemnobrązowa występuje w Ameryce Północnej, Europie i Azji. W Europie najwięcej jej stanowisk podano na Półwyspie Skandynawskim. W Polsce do 2003 r. znane było tylko jedno stanowisko. W. Wojewoda uważał, że prawdopodobnie jest bardzo rzadka i zagrożona wyginięciem. Nie znalazła się jednak w Czerwonej liście roślin i grzybów Polski. Znajduje się natomiast na czerwonych listach gatunków zagrożonych w Niemczech, Norwegii, Szwecji, Finlandii, Słowacji i Czechach.
Nadrzewny grzyb saprotroficzny. Występuje w lasach iglastych i mieszanych na martwym drewnie drzew iglastych. Powoduje białą zgniliznę drewna, bardzo podobną do tej wywołanej przez czyrogmatwicę sosnową (Porodaedalea pini).